# Oscarverleihung 1952
Übersicht aller ausgezeichneten Filme

◄◄ | ◄ | 1948 | 1949 | 1950 | 1951 | Oscarverleihung 1952 | 1953 | 1954 | 1955 | 1956 | ► | ►►

Weitere Ereignisse
Die Oscarverleihung 1952 fand am 20. März 1952 im RKO Pantages Theatre in Los Angeles statt. Es waren die 24th Annual Academy Awards. Im Jahr der Auszeichnung werden immer Filme des vergangenen Jahres ausgezeichnet, in diesem Fall also die Filme des Jahres 1951.
| Film                             | N  | A |
| -------------------------------- | -- | - |
| Endstation Sehnsucht             | 12 | 4 |
| Ein Platz an der Sonne           | 9  | 6 |
| Ein Amerikaner in Paris          | 8  | 6 |
| Quo vadis?                       | 8  | 0 |
| David und Bathseba               | 5  | 0 |
| Der Tod eines Handlungsreisenden | 5  | 0 |
| African Queen                    | 4  | 1 |
| Polizeirevier 21                 | 4  | 0 |
| Der große Caruso                 | 3  | 1 |
| An der Riviera                   | 2  | 0 |
| Entscheidung vor Morgengrauen    | 2  | 0 |
| Froschmänner                     | 2  | 0 |
| Das Herz einer Mutter            | 2  | 0 |
| Hochzeitsparade                  | 2  | 1 |
| Hoffmanns Erzählungen            | 2  | 0 |
| Mississippi-Melodie              | 2  | 0 |
| Der Reigen                       | 2  | 0 |
| Sieg über das Dunkel             | 2  | 0 |
| Stadt in Aufruhr                 | 2  | 0 |

## Moderation
Danny Kaye

## Nominierungen und Gewinner

### Bester Film
präsentiert von Jesse L. Lasky
Ein Amerikaner in Paris (An American in Paris) – Arthur Freed
Ein Platz an der Sonne (A Place in the Sun) – George Stevens
Endstation Sehnsucht (A Streetcar Named Desire) – Charles K. Feldman
Entscheidung vor Morgengrauen (Decision Before Dawn) – Anatole Litvak, Frank McCarthy
Quo Vadis? – Sam Zimbalist

### Beste Regie
präsentiert von Joseph L. Mankiewicz
George Stevens – Ein Platz an der Sonne (A Place in the Sun)
John Huston – African Queen (The African Queen)
Elia Kazan – Endstation Sehnsucht (A Streetcar Named Desire)
Vincente Minnelli – Ein Amerikaner in Paris (An American in Paris)
William Wyler – Polizeirevier 21 (Detective Story)

### Bester Hauptdarsteller
präsentiert von Greer Garson
Humphrey Bogart – African Queen (The African Queen)
Marlon Brando – Endstation Sehnsucht (A Streetcar Named Desire)
Montgomery Clift – Ein Platz an der Sonne (A Place in the Sun)
Arthur Kennedy – Sieg über das Dunkel (Bright Victory)
Fredric March – Der Tod eines Handlungsreisenden (Death of a Salesman)

### Beste Hauptdarstellerin
präsentiert von Ronald Colman
Vivien Leigh – Endstation Sehnsucht (A Streetcar Named Desire), entgegengenommen von Greer Garson
Katharine Hepburn – African Queen (The African Queen)
Eleanor Parker – Polizeirevier 21 (Detective Story)
Shelley Winters – Ein Platz an der Sonne (A Place in the Sun)
Jane Wyman – Das Herz einer Mutter (The Blue Veil)

### Bester Nebendarsteller
präsentiert von Claire Trevor
Karl Malden – Endstation Sehnsucht (A Streetcar Named Desire)
Leo Genn – Quo Vadis?
Kevin McCarthy – Der Tod eines Handlungsreisenden (Death of a Salesman)
Peter Ustinov – Quo Vadis?
Gig Young – Come Fill the Cup

### Beste Nebendarstellerin
präsentiert von George Sanders
Kim Hunter – Endstation Sehnsucht (A Streetcar Named Desire), entgegengenommen von Bette Davis
Joan Blondell – Das Herz einer Mutter (The Blue Veil)
Mildred Dunnock – Der Tod eines Handlungsreisenden (Death of a Salesman)
Lee Grant – Polizeirevier 21 (Detective Story)
Thelma Ritter – SOS – Zwei Schwiegermütter (The Mating Season)

### Bestes adaptiertes Drehbuch
präsentiert von Claire Luce
Harry Brown, Michael Wilson – Ein Platz an der Sonne (A Place in the Sun)
James Agee, John Huston – African Queen (The African Queen)
Jacques Natanson, Max Ophüls – Der Reigen (La Ronde)
Tennessee Williams – Endstation Sehnsucht (A Streetcar Named Desire)
Robert Wyler, Philip Yordan – Polizeirevier 21 (Detective Story)

### Bestes Originaldrehbuch
präsentiert von Claire Luce
Alan Jay Lerner – Ein Amerikaner in Paris (An American in Paris)
Philip Dunne – David und Bathseba (David and Bathsheba)
Clarence Greene, Russell Rouse – Stadt in Aufruhr (The Well)
Walter Newman, Lesser Samuels, Billy Wilder – Reporter des Satans (Ace in the Hole)
Robert Pirosh – Go for Broke!

### Beste Originalgeschichte
präsentiert von Claire Luce
James Bernard, Paul Dehn – Eine Stadt hält den Atem an (Seven Days to Noon)
Budd Boetticher, Ray Nazarro – Bullfighter and the Lady
Alfred Hayes, Stewart Stern – Teresa – Die Geschichte einer Braut (Teresa)
Oscar Millard – Froschmänner (The Frogmen)
Liam O’Brien, Robert Riskin – Hochzeitsparade (Here Comes the Groom)

### Beste Kamera (Schwarzweißfilm)
präsentiert von Vera-Ellen
William C. Mellor – Ein Platz an der Sonne (A Place in the Sun)
Norbert Brodine – Froschmänner (The Frogmen)
Robert Burks – Der Fremde im Zug (Strangers on a Train)
Franz Planer – Der Tod eines Handlungsreisenden (Death of a Salesman)
Harry Stradling Sr. – Endstation Sehnsucht (A Streetcar Named Desire)

### Beste Kamera (Farbfilm)
präsentiert von Vera-Ellen
John Alton, Alfred Gilks – Ein Amerikaner in Paris (An American in Paris)
W. Howard Greene, John F. Seitz – Der jüngste Tag (When Worlds Collide)
Charles Rosher – Mississippi-Melodie (Show Boat)
Leon Shamroy – David und Bathseba (David and Bathsheba)
William V. Skall, Robert Surtees – Quo Vadis?

### Bestes Szenenbild (Schwarzweißfilm)
präsentiert von Gower Champion und Marge Champion
Richard Day, George James Hopkins – Endstation Sehnsucht (A Streetcar Named Desire)
Jean d’Eaubonne – Der Reigen (La Ronde)
John DeCuir, Paul S. Fox, Thomas Little, Lyle R. Wheeler – The House on Telegraph Hill
Leland Fuller, Thomas Little, Fred J. Rode, Lyle R. Wheeler – Vierzehn Stunden (Fourteen Hours)
Cedric Gibbons, Paul Groesse, Jack D. Moore, Edwin B. Willis – Zu jung zum Küssen (Too Young to Kiss)

### Bestes Szenenbild (Farbfilm)
präsentiert von Gower Champion und Marge Champion
E. Preston Ames, Cedric Gibbons, F. Keogh Gleason, Edwin B. Willis – Ein Amerikaner in Paris (An American in Paris)
Edward C. Carfagno, Cedric Gibbons, William A. Horning, Hugh Hunt – Quo Vadis?
George W. Davis, Paul S. Fox, Thomas Little, Lyle R. Wheeler – David und Bathseba (David and Bathsheba)
Leland Fuller, Thomas Little, Walter M. Scott, Lyle R. Wheeler, Joseph C. Wright – An der Riviera (On the Riviera)
Hein Heckroth – Hoffmanns Erzählungen (The Tales of Hoffmann)

### Bestes Kostümdesign (Schwarzweißfilm)
präsentiert von Zsa Zsa Gabor
Edith Head – Ein Platz an der Sonne (A Place in the Sun)
Lucinda Ballard – Endstation Sehnsucht (A Streetcar Named Desire)
Margaret Furse, Edward Stevenson – Der Dreckspatz und die Königin (The Mudlark)
Charles Le Maire, Renié – The Model and the Marriage Broker
Walter Plunkett, Gile Steele – Kind Lady

### Bestes Kostümdesign (Farbfilm)
präsentiert von Zsa Zsa Gabor
Orry-Kelly, Walter Plunkett, Irene Sharaff – Ein Amerikaner in Paris (An American in Paris)
Hein Heckroth – Hoffmanns Erzählungen (The Tales of Hoffmann)
Charles Le Maire, Edward Stevenson – David und Bathseba (David and Bathsheba)
Herschel McCoy – Quo Vadis?
Helen Rose, Gile Steele – Der große Caruso (The Great Caruso)

### Beste Filmmusik (Drama/Komödie)
präsentiert von Donald O’Connor
Franz Waxman – Ein Platz an der Sonne (A Place in the Sun)
Alfred Newman – David und Bathseba (David and Bathsheba)
Alex North – Endstation Sehnsucht (A Streetcar Named Desire)
Alex North – Der Tod eines Handlungsreisenden (Death of a Salesman)
Miklós Rózsa – Quo Vadis?

### Beste Filmmusik (Musical)
präsentiert von Donald O’Connor
Saul Chaplin, Johnny Green – Ein Amerikaner in Paris (An American in Paris)
Peter Herman Adler, Johnny Green – Der große Caruso (The Great Caruso)
Adolph Deutsch, Conrad Salinger – Mississippi-Melodie (Show Boat)
Alfred Newman – An der Riviera (On the Riviera)
Oliver Wallace – Alice im Wunderland (Alice in Wonderland)

### Bester Song
präsentiert von Donald O’Connor
"In the Cool, Cool, Cool of the Evening" aus Hochzeitsparade (Here Comes the Groom) – Hoagy Carmichael, Johnny Mercer
"A Kiss to Build a Dream On" aus Tödliches Pflaster Sunset Strip (The Strip) – Oscar Hammerstein II, Bert Kalmar, Harry Ruby
"Never" aus Golden Girl – Eliot Daniel, Lionel Newman
"Too Late Now" aus Königliche Hochzeit (Royal Wedding) – Burton Lane, Alan Jay Lerner
"Wonder Why" aus Hübsch, jung und verliebt (Rich, Young and Pretty) – Nikolaus Brodszky, Sammy Cahn

### Bester Schnitt
präsentiert von Constance Smith
William Hornbeck – Ein Platz an der Sonne (A Place in the Sun)
Adrienne Fazan – Ein Amerikaner in Paris (An American in Paris)
Chester W. Schaeffer – Stadt in Aufruhr (The Well)
Dorothy Spencer – Entscheidung vor Morgengrauen (Decision Before Dawn)
Ralph E. Winters – Quo vadis?

### Bester Ton
präsentiert von George Murphy
Douglas Shearer – Der große Caruso (The Great Caruso)
John Aalberg – Drei Frauen erobern New York (Two Tickets to Broadway)
Leslie I. Carey – Sieg über das Dunkel (Bright Victory)
Nathan Levinson – Endstation Sehnsucht (A Streetcar Named Desire)
Gordon Sawyer – Im Sturm der Zeit (I Want You)

### Beste visuelle Effekte
präsentiert von Sally Forrest
Der jüngste Tag (When Worlds Collide) – Paramount Pictures

### Bester Kurzfilm (Cartoon)
präsentiert von Lucille Ball
Fred Quimby – Der liebe Tom verliert den Kopf (The Two Mouseketeers)
Stephen Bosustow – Rooty Toot Toot
Walt Disney – Lambert the Sheepish Lion

### Bester Kurzfilm (eine Filmrolle)
präsentiert von Lucille Ball
Robert Youngson – World of Kids
Jack Eaton – Ridin’ the Rails
Robert G. Leffingwell – The Story of Time

### Bester Kurzfilm (zwei Filmrollen)
präsentiert von Lucille Ball
Walt Disney – Erde, die große Unbekannte (Nature’s Half Acre)
Les Films du Compas – Balzac
Tom Mead – Danger Under the Sea

### Bester Dokumentar-Kurzfilm
präsentiert von Janice Rule
Fred Zinnemann – Benjy
Owen Crump – One Who Came Back
Gordon Hollingshead – The Seeing Eye

### Bester Dokumentarfilm
präsentiert von Janice Rule
Olle Nordemar – Kon-Tiki
Bryan Foy – Ich war FBI Mann M.C. (I Was a Communist for the F. B. I.)

## Ehren-Preise

### Ehrenoscar
präsentiert von Charles Brackett
Gene Kelly
präsentiert von Leslie Caron
Rashomon (Rashōmon) von Akira Kurosawa als bester fremdsprachiger Film des Jahres

### Irving G. Thalberg Memorial Award
präsentiert von Darryl F. Zanuck
Arthur Freed

### Scientific and Engineering Award
präsentiert von George Murphy
Gordon Jennings, S. L. Stancliffe
Olin L. Dupy

### Technical Achievement Award
präsentiert von George Murphy
Richard M. Haff, Frank P. Herrnfeld, Garland C. Misener
Fred Ponedel, Ralph Ayres, George Brown
Glen Robinson
Jack Gaylord
Carlos Rivas